# 1696 w polityce

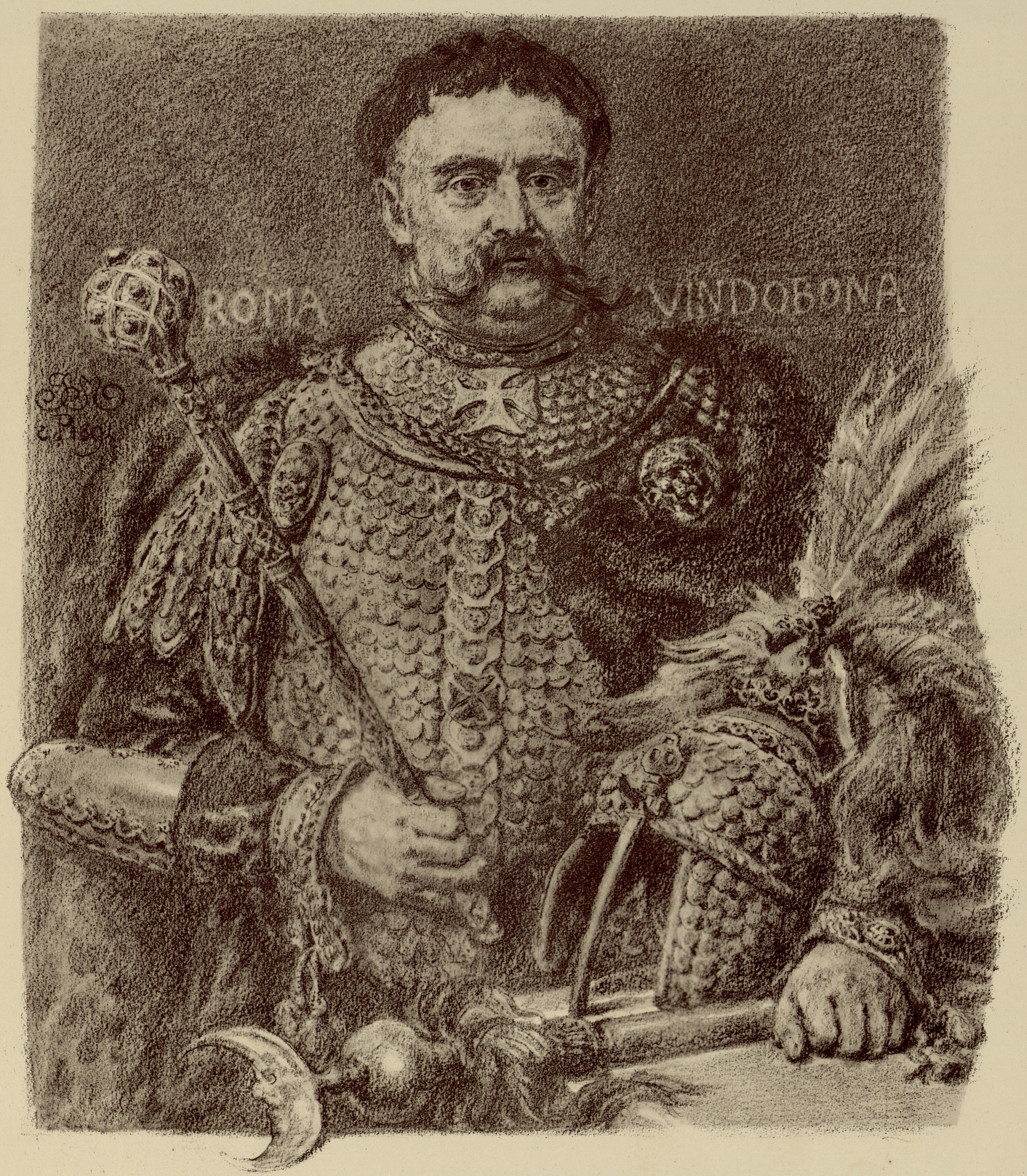
Jan Matejko, Portret Jana III Sobieskiego

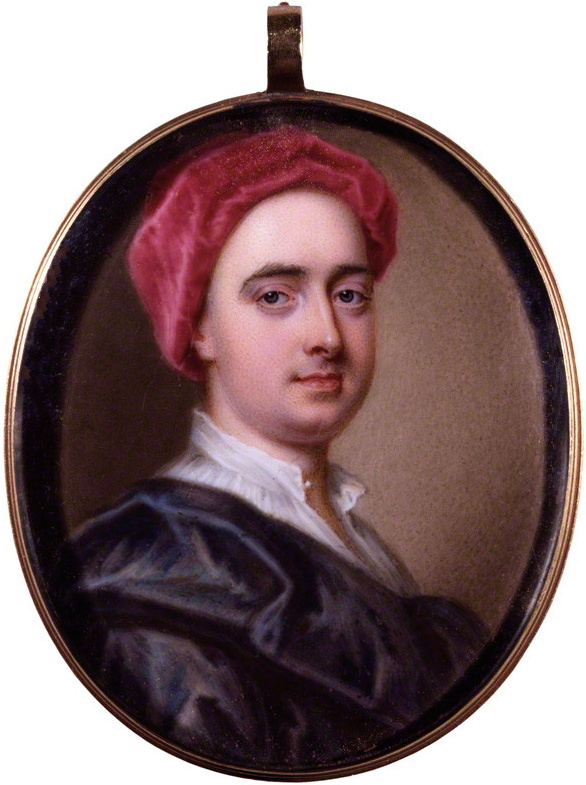
Thomas Winnington

Wydarzenia polityczne w 1696 roku.

## Urodzili  się
- 31 grudnia Thomas Winnington, angielski polityk[1].

## Zmarli
- 17 czerwca Jan III Sobieski, król Polski[2].